# In Live Concert at the Royal Albert Hall
In Live Concert at the Royal Albert Hall è la terza registrazione ufficiale effettuata dal vivo degli Opeth, pubblicata in DVD dalla Roadrunner Records nel 2010.
Il concerto si è svolto nella prestigiosa Royal Albert Hall di Londra il 5 aprile 2010, in occasione del ventennale della formazione del gruppo. La copertina è una citazione di quella dell'album dei Deep Purple Concerto for Group and Orchestra del 1969.

## Tracce

### DVD 1
(Blackwater Park)
1. "The Leper Affinity"
2. "Bleak"
3. "Harvest"
4. "The Drapery Falls"
5. "Dirge For November"
6. "The Funeral Portrait"
7. "Patterns In The Ivy"
8. "Blackwater Park"

### DVD 2
1. "Forest Of October" (Orchid)
2. "Advent" (Morningrise)
3. "April Ethereal" (My Arms, Your Hearse)
4. "The Moor" (Still Life)
5. "Wreath" (Deliverance)
6. "Hope Leaves" (Damnation)
7. "Harlequin Forest" (Ghost Reveries)
8. "The Lotus Eater" (Watershed)

### CD 1
(Blackwater Park)
1. "The Leper Affinity"
2. "Bleak"
3. "Harvest"
4. "The Drapery Falls"
5. "Dirge For November"
6. "The Funeral Portrait"
7. "Patterns In The Ivy"
8. "Blackwater Park"

### CD 2
1. "Forest Of October" (Orchid)
2. "Advent" (Morningrise)
3. "April Ethereal" (My Arms, Your Hearse)
4. "The Moor" (Still Life)

### CD 3
1. "Wreath" (Deliverance)
2. "Hope Leaves" (Damnation)
3. "Harlequin Forest" (Ghost Reveries)
4. "The Lotus Eater" (Watershed)

Note:
- L'inizio di Forest Of October comprende l'introduzione Through Pains to Heaven tratta dal film del 1979 di Werner Herzog "Nosferatu, principe della notte" suonata dai Popol Vuh nella colonna sonora Nosferatu.

## Formazione
- Mikael Åkerfeldt - voce, chitarra, Mellotron addizionale
- Fredrik Åkesson - chitarra
- Per Wiberg - Mellotron, organo, pianoforte, tastiera
- Martin Mendez - basso
- Martin Axenrot - batteria e percussioni